# Michael Cimino (színművész)
Michael Cimino (Las Vegas, 1999. november 10. –)  amerikai színész. 
Ismertté a Szeretettel: Victor, az Annabelle 3. – Hazatérés és az Én még sosem... című projektekkel vált. 2022 óta a Disney Channel Hörcsi és Gretel című animációs sorozatában Kevin Grant-Gomez hangját adja. 

## Fiatalkora
A nevadai Las Vegasban született és nőtt fel. Édesapja olasz-német, míg édesanyja mexikói-puerto ricói származású. Cimino az általános iskola során szembesült a rasszizmussal, azt állítva, a gyerekek a földre lökték, megrúgták és azt terjesztették róla, hogy bogarakat eszik, bár elmondása szerint ezek a tapasztalatok együttérzőbbé tették őt másokkal szemben. Nyolcévesen kezdett el színészkedni, miután csatlakozott egy színészcsoporthoz, amelyet az egyik gyülekezeti tag tartott. Cimino hamarabb végezte el a középiskolát, hogy komolyabban foglalkozhasson a színészettel, és úgy döntött, nem megy főiskolára.

## Pályafutása
Korai színészi munkái között szerepel egy GEICO-reklám, valamint a Nickelodeon Hopefuls című sorozatának 2016-os próbaepizódja. 18 évesen költözött Los Angelesbe. 2019-ben szerepelt az Annabelle 3. – Hazatérés című horrorfilmben, ahol Bob Palmeri karakterét alakította. Szívesen énekel és gitározik; az „Everything I Own” című dala felkerült a film hivatalos filmzenéjére is. 2019 augusztusában bejelentették, hogy ő játssza a főszerepet a Szeretettel: Victor című Disney+ sorozatban. Később a sorozat átkerült a Hulu streamingplatformra, ahol 2020 júniusában debütált. Meleg unokatestvérével konzultált, hogy Victor karaktere hiteles és átélhető legyen a nézők számára. 2020-ban csatlakozott a Black Box című, forgatókönyv alapján készült sci-fi podcast sorozat szinkrongárdájához.
2021. június 15-én kiadta első kislemezét, „Love Addict” címmel. A dalt először 2021. június 3-án mutatta be a Good Morning America című műsorban. 2022 májusában szerepet kapott a Jane Anonymous című thriller podcast sorozatban, amely Laurie Faria Stolarz azonos című regényén alapul. Kevin hangját kölcsönzi a Disney Channel Hörcsi és Gretel című animációs sorozatában. Emellett Ethan szerepét alakítja a Én még sosem... című sorozat utolsó évadában, amely 2023. június 8-án jelent meg. 2024 júniusában bejelentették, hogy Cimino főszerepet játszik az Until Dawn című 2015-ösvideójáték filmadaptációjában. Szerepelt a Girl Haunts Boy című romantikus fantasy filmben, amely 2024 októberében jelent meg a Netflixen.

## Magánélete
Cimino heteroszexuális. A szexualitásáról azonban azt nyilatkozta: „Nem akarom magam egy dobozba zárni, és nem akarom magam olyan helyzetbe hozni, hogy ha 10 év múlva biszexuálisnak vagy homoszexuálisnak vallom magam, akkor ezzel egy olyan identitást védtem, ami hű volt önmagamhoz”.

## Filmográfia

### Film
| Év   | Magyar cím               | Eredeti cím                     | Szerep         | Magyar hang     |
| ---- | ------------------------ | ------------------------------- | -------------- | --------------- |
| 2015 |                          | Limitless Potential (rövidfilm) | Bob            |                 |
| 2016 | A király megölése        | Shangri-La Suite                | Teijo fiatalon |                 |
| 2018 |                          | Dog Days (rövidfilm)            | Dej            |                 |
| 2019 | Annabelle 3. – Hazatérés | Annabelle Comes Home            | Bob Palmeri    | Jéger Zsombor   |
| 2019 |                          | No Child Left Behind            | Brian          |                 |
| 2022 | A végzős év              | Senior Year                     | Lance Harrison | Ungvári Gergely |
| 2023 |                          | Centurion: The Dancing Stallion | Miguel         |                 |
| 2024 |                          | Girl Haunts Boy                 | Cole           |                 |
| 2025 | Until Dawn               | Until Dawn                      | Max            | Kerek Dávid     |

### Televízió
| Év        | Magyar cím                      | Egyedeti cím                 | Szerep                     | Megjegyzés                                           |
| --------- | ------------------------------- | ---------------------------- | -------------------------- | ---------------------------------------------------- |
| 2016      |                                 | Hopefuls                     | Lorenzo                    | próbaepizód                                          |
| 2016      |                                 | Slammed                      | Kyle Mayo                  | tévéfilm                                             |
| 2017      |                                 | Training Day                 | Sadiq fiatalon             | 1 epizód                                             |
| 2018      |                                 | Walk the Prank               | Brlayden                   | 1 epizód                                             |
| 2020–2022 | Szeretettel: Victor             | Love, Victor                 | Victor Salazar             | - főszereplő - magyar hangja: - Baráth István        |
| 2022–2025 | Hörcsi és Gretel                | Hamster & Gretel             | Kevin Grant-Gomez (hangja) | - főszereplő - magyar hangja: - Papp-Horváth Levente |
| 2022      |                                 | Disney Theme Song Takeover   | Kevin Grant-Gomez (hangja) | 1 epizód                                             |
| 2023      | Csibiverzum                     | Chibiverse                   | Kevin Grant-Gomez (hangja) | 1 epizód                                             |
| 2023–2025 | Holdlány és Ördögi Dinoszaurusz | Moon Girl and Devil Dinosaur | Eduardo (hangja)           | - mellékszereplő - magyar hangja: - Kálmán Barnabás  |
| 2023      | Így jártam apátokkal            | How I Met Your Father        | Swish                      | mellékszereplő (2. évad)                             |
| 2023      | Én még sosem...                 | Never Have I Ever            | Ethan                      | mellékszereplő (4. évad)                             |
| 2025      | Verdák szerelmesei              | Motorheads                   | Zac                        | főszereplő                                           |